# Robert Thomas Ashmore

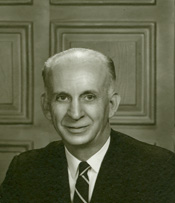
Robert Ashmore, vor 1969

Robert Thomas Ashmore (* 22. Februar 1904 bei Greenville, South Carolina; † 5. Oktober 1989 in Greenville, South Carolina) war ein US-amerikanischer Politiker und vertrat den Bundesstaat South Carolina als Abgeordneter im US-Repräsentantenhaus.

## Werdegang
Robert Thomas Ashmore wurde am 22. Februar 1904 auf einer Farm in der Nähe von Greenville, South Carolina geboren, wo er später auch die öffentliche Schule besuchte. Er graduierte 1927 an der Furman University Law School in Greenville. Dort arbeitete er während seiner Studienzeit als Landarbeiter, Einzelhändler und als Postbote auf dem Lande. Seine Zulassung als Anwalt bekam er im Januar 1928 und eröffnete danach eine Praxis in Greenville.
Von 1930 bis 1934 arbeitete er als Rechtsanwalt an dem Greenville Bezirksgericht. Anschließend war er von 1936 bis 1953 Anwalt des dreizehnten Gerichtsbezirks von South Carolina.
Als die Vereinigten Staaten in den Zweiten Weltkrieg eintraten, gaben viele Beamte ihre Tätigkeit als Rechtsanwälte auf und verpflichteten sich wie Ashmore im Dezember 1942 in der United States Army. Er diente bis zu seiner Entlassung aus dem aktiven Dienst im Mai 1946 als Oberstleutnant (Lieutenant Colonel) der United States Army Reserve zu Hause und in Übersee. Danach wurde er 1955 zum Oberst (Colonel) befördert.

## Politik
Ashmore wurde als Demokrat in den dreiundachtzigsten Kongress gewählt, um die freie Stelle zu füllen, die durch den Tod von Joseph R. Bryson entstanden war. Danach wurde er noch sieben weitere Male wiedergewählt. Seine Amtszeit belief sich vom 2. Juni 1953 bis zum 3. Januar 1969. Er entschloss sich bei der Wahl 1968 für den einundneunzigsten Kongress nicht noch einmal zu kandidieren und kehrte zu seiner alten Tätigkeit als Rechtsanwalt zurück.
In seiner Amtszeit im Kongress war er an der Verfassung des Southern Manifesto beteiligt, das sich gegen die Rassenintegration an öffentlichen Einrichtungen aussprach. Er war ein Mitglied des Ausschusses South Carolina Appalachian Regional Planning and Development Commission (später South Carolina Appalachian Council of Governments) zwischen 1970 und 1989 und später dessen Vorsitzender von 1970 bis 1972.
Robert Ashmore lebte auf seinem Anwesen in Greenville bis zu seinem Tod am 5. Oktober 1989. Er wurde auf dem White Oak Baptist Church Cemetery in Greenville beerdigt.